# Vallée de la Clarée
Pour les articles homonymes, voir Clarée.
La vallée de la Clarée, située dans les Hautes-Alpes, proche de Montgenèvre et Briançon et collée à la frontière franco-italienne, est un site naturel classé, proposant des paysages exceptionnels, une nature et un patrimoine préservés. Elle est traversée par la Clarée. 
Entre 1 400 et 2 000 m, la vallée, très enneigée l'hiver, est un patchwork d'alpages et de forêts de mélèzes.

## Histoire
Un mouvement de révolte villageoise pour protéger la vallée de la Clarée l'a fait connaître dans les années 1970, quand elle s'est élevée contre un projet de voie rapide reliant Fos-sur-Mer-Marseille à Turin (Italie). Le bruit court alors que la voie rapide pourrait même devenir ensuite une autoroute sous le col de l'Échelle, selon René Siestrunck, maire de Val-des-Prés de 1990 à 1995 et de 2008 à 2014, tandis qu'un projet de station de ski est aussi évoqué.
L'institutrice d'un des villages, Émilie Carles, crée une association de protection portant les slogans « La vallée de la Clarée aux paysans ! » et « Laissez les montagnards tranquilles ! ». Le 13 août 1974, elle prit la tête d’une manifestation à Briançon avec 13 tracteurs, venus des villages de la vallée malgré les heures de travail perdues en pleine saison de fenaison. Le projet de voie rapide a été définitivement abandonné après trois ans de mobilisations diverses. Émilie Carles a raconté ces péripéties début 1978 dans un roman autobiographique, Une soupe aux herbes sauvages, qui a inspiré l'adaptation télévisée éponyme Une soupe aux herbes sauvages, diffusée en 2001 sur TF1. Peu avant ce mouvement, d'autres, également victorieux, avaient servi de précurseurs : la lutte des éleveurs du Larzac contre l'extension du camp militaire, les agriculteurs résistant au projet de super-station de ski à Cervières, vallée également proche de Briançon, avec le soutien du volcanologue Haroun Tazieff, et les bergers du village sarde d'Orgosolo, contraints de transférer leur bétail à cause d'un champ de tir.

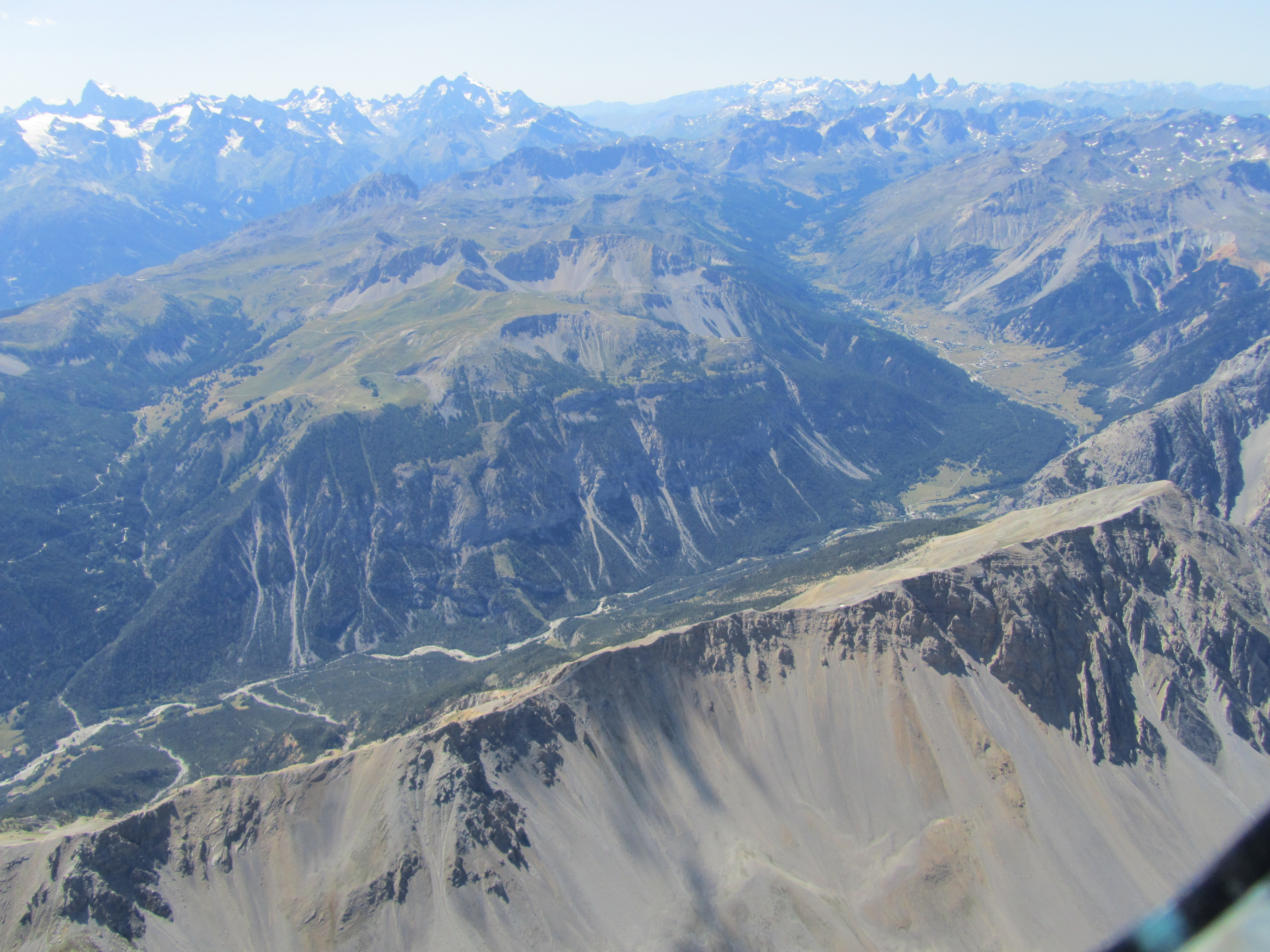
Vue aérienne de la vallée de la Clarée depuis 3 500 m altitude.
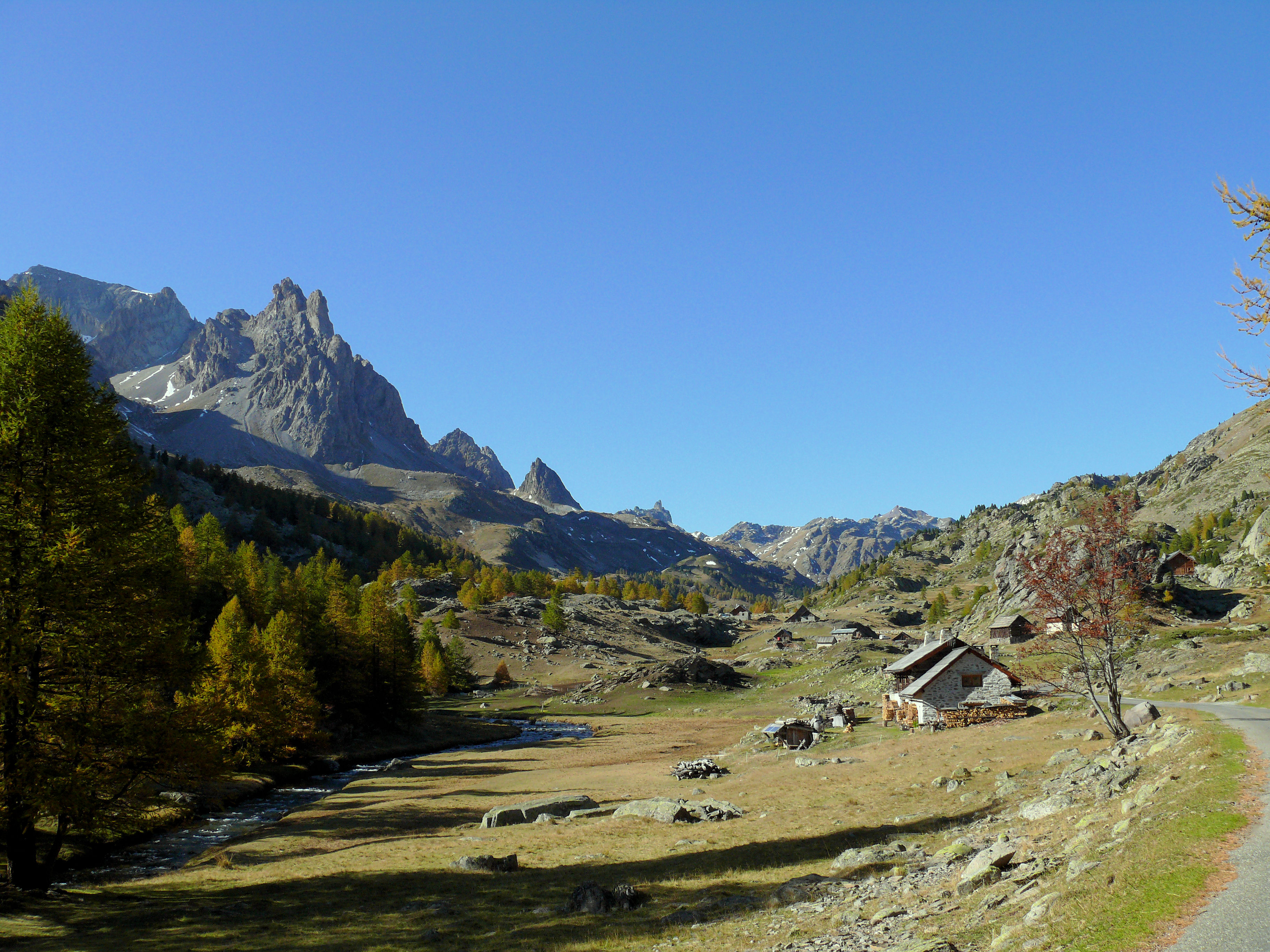
Vallée de la Clarée.

## Conservation de la nature
Au cours du XXe siècle, l'activité agropastorale est en déclin. Des boisements sur des pâturages abandonnés et des lotissements s’installent. Le tourisme se développe et la protection du site devient prioritaire. Par un arrêté du 31 juillet 1992 la commune de Névache met en place une opération Grand Site dans la vallée de la Clarée et la vallée Étroite.
En 2014, la mairie de Névache signe un arrêté pour piloter un site Natura 2000.

## Dans la culture
La vallée de la Clarée est le cadre du roman autobiographique d'Émilie Carles, Une soupe aux herbes sauvages.
Elle est aussi le lieu où se déroule le roman d'Éric de Kermel, Mon cœur contre la terre publié en 2019, qui relate l'histoire d'Ana, écologue originaire de la vallée, montée à Paris, et qui revient dans sa région natale.
C'est le lieu de tournage principal de la série télévisée Alex Hugo avec Samuel Le Bihan.

## Lieux et monuments
- Col de l'Échelle
- Névache
- Val-des-Prés
- Plampinet